# Dinga Amilton Villas Boas
Dinga Amilton Villas Boas (21 november 1972) is een voormalig Braziliaans profvoetballer die als verdediger speelde.
Dinga werd door Standard Luik gescout in Brazilië. Hij kwam in 1989 aan in België en maakte in 1990 zijn opwachting in het eerste elftal. Hij bleef acht seizoenen bij de club. In 1998 verliet hij Standard. Hij speelde nog anderhalf jaar in Tunesië voor Étoile Sportive du Sahel waar een beenbreuk een einde aan zijn loopbaan maakte. Dinga keerde terug naar Brazilië waar hij lokaal de jeugd ging trainen.

## Statistieken
| Seizoen | Club          | Land   | Competitie         | Wedstrijden | Doelpunten |
| ------- | ------------- | ------ | ------------------ | ----------- | ---------- |
| 1990/98 | Standard Luik | België | Jupiler Pro League | 144         | 1          |
|         |               |        | Totaal             | 144         | 1          |